# Pușcă Automată model 1986
Pușcă Automată model 1986 (автомат 1986 года, сокращенно PA 86, или просто 86) — штурмовая винтовка, состоящая на вооружении вооруженных сил Румынии. Оружие производится фирмой ROMARM, расположенной в Бухаресте, на заводе в городе Куджир. Экспортный вариант винтовки носит название AIMS-74.

## История
Поскольку Советский Союз перешел с калибра 7,62×39 мм (используемого в АКМ) на калибр 5,45×39 мм (используемый в АК-74), он призвал другие страны Варшавского договора последовать его примеру.
К середине 1980-х годов Румыния приняла решение сменить калибр, однако было решено, что новый автомат будет разработан независимо и не станет клоном советского АК-74. При этом в винтовке используется дульный тормоз-компенсатор от советского АК-74, а устройство и функционирование механизмов PA 86 полностью копирует АКM.
Так в новый румынский автомат был введен дульный тормоз от советского АК-74,; металлический проволочный приклад, складываемый на правую сторону, от MPi-K-74 используемый в ГДР; от польского автомата Tantal - спусковой механизм со специальным рычагом с храповым приспособлением, допускающий не только стрельбу одиночным и автоматическим огнем, но и ведение огня фиксированными очередями по три выстрела. От предыдущей румынской модели PM md 63 заимствована нижняя часть деревянного цевья, изготавливаемая зацело с дополнительной рукояткой (при этом выпускались модели и с цевьем без интегрированной дополнительной рукоятки). Также на левой стороне ствольной коробки появилась возможность установки крепления для установки различных оптических и ночных прицелов. На автомат возможна установка 40-мм подствольного гранатомета.
В результате во второй половине 1980-х годов на вооружение Румынии был принят разработанный фирмой ROMARM новый автомат калибр 5,45×39 мм - PA md 86 (Puşcă Automată model 1986 – автоматическая винтовка образца 1986 года) в двух вариантах - с фиксированным и складным прикладом.

## Варианты

### Карабин
У этой винтовки есть редко встречающаяся версия с коротким стволом, PM md. 94 (пистолет-пулемет модели 94), где мушка размещена на газовом блоке с укороченной газовой трубкой. В этой версии используется ламинированное цевьё без рукоятки.
Кроме PA md 86 с фиксированным и складным прикладом, для вооружения экипажей боевых машин и сил специального назначения, была разработана укороченная модель автомата, отличавшаяся от полноразмерной модели укороченным до 302 мм стволом, перенесенной на трубку газоотвода мушкой и новым пламегасителем.

### Гражданское оружие
5,45 × 39-миллиметровые версии для гражданского рынка: Romak 992, Romak 2, Intrac Mk II, CUR-2, WUM-2, SAR 2 и WASR 2.

### Пулемёт
РПК версия md. 86 называется md. 93. Он оснащен длинным усиленным приемником[неизвестный термин], ручкой для переноски и сошкой. В более ранней версии использовалась группа управления огнем[неизвестный термин], аналогичная 7,62 мм md. 64.
Экспорт
Полноразмерные модели автоматов PA md 86 поставлялись на экспорт под обозначением AIM-74 (с фиксированным прикладом) и AIMS-74 (со складным прикладом), а для гражданского рынка оружия был налажен выпуск полуавтоматических винтовок, отличавшихся от боевых вариантов только отсутствием ведения автоматического огня.

## На вооружении
- Румыния
- Молдова
- Грузия
- Афганистан